# Homer D. Angell
Homer Daniel Angell, född 12 januari 1875 i Wasco County i Oregon, död 31 mars 1968 i Portland i Oregon, var en amerikansk politiker (republikan). Han var ledamot av USA:s representanthus 1939–1955.
Angell efterträdde 1939 Nan Wood Honeyman som kongressledamot och efterträddes 1955 av Edith Green. Angells grav är i Portland i Oregon.